# The Bye Bye Man
The Bye Bye Man (bra: Nunca Diga Seu Nome; prt: O Nome do Medo) é um filme de terror sobrenatural dirigido por Stacy Title e estrelado por Douglas Smith, Lucien Laviscount, Cressida Bonas e Doug Jones. Foi lançado em 2017.

## História
Três amigos universitários, Elliot (Douglas Smith), Sasha e John, buscam viver em uma casa fora do campus. Nesta casa, eles encontraram a mobília, na qual nelas estava inserido um criado mudo. Tal criado mudo portava duas moedas antigas, as quais serviam para um propósito peculiar. No interior de sua gaveta, existia um papel que cobria o seu fundo real, no qual estava lá escrito o nome no qual não se deveria dizer ou pensar, Bye Bye Man. Depois de uma longa busca, Elliot descobre que a história data de 1969, onde o Repórter Larry Redmon cobriu o fato do garoto de 15 anos que assassinou sua família por causa do Bye Bye Man. Todos cujo nome havia sido dito começam a passar por alucinações e mortes começam a acontecer. A Kim, que era a sensitiva e acompanhou o John, matou sua colega de quarto e desejava matar a si, Elliot e os outros dois. Assim que Elliot para para socorrer um acidente próximo a uma linha de trem, Kim é atropelada e morre. Ele procura por mais pistas, quando consegue falar com a viúva do repórter Larry. Lá, decide por encontrar uma maneira menos cruel que não fosse matar a si e a todos a quem disse o nome. Uma grande reviravolta acontece na casa, onde Sasha via Elliot, porém este era John. John via Kim, mas esta era Sasha. Elliot via Sasha, que na verdade era John e via John, que na verdade era Sasha. A partir disto, Elliot atira e mata Sasha, a qual ele pensava ser John esfaqueando Sasha. Quando seu irmão Virgil aparece, ele diz para ir embora e acaba pronunciando o nome. O Bye Bye Man vem até ele, que decide por se matar e acaba com a história. Por ter jogado antes o criado mudo na floresta, sua sobrinha Alice foi a mata para urinar e encontrou o móvel. Ficou com as moedas mas não conseguiu ler o nome devido a escuridão do local, que por este motivo, não trouxe a história a tona novamente. Já John estava sendo socorrido, quando a policial pergunta algo e ele cita o nome.

## Elenco
- Douglas Smith como Elliott
- Lucien Laviscount como John
- Cressida Bonas como Sasha
- Doug Jones como Bye Bye Man
- Carrie-Anne Moss como Detetive Shaw
- Faye Dunaway como Widow Redmon
  - Keelin Woodell como Young Widow Redmon
- Michael Trucco como Virgil
- Cleo King as Sra. Watkins
- Jenna Kanell como Kim Hines
- Erica Tremblay como Alice
- Leigh Whannell como Larry
- Jonathan Penner como Sr. Daizy